# Nihon teria
Il Terrier giapponese (日本テリア?, Nihon teria) è un piccolo terrier nato in Giappone.
Si crede che sia disceso dalla progenie di tipi di Fox terrier giapponesi. Questo cane è anche conosciuto come Nippon terrier. La razza è rara anche in Giappone.

## Descrizione

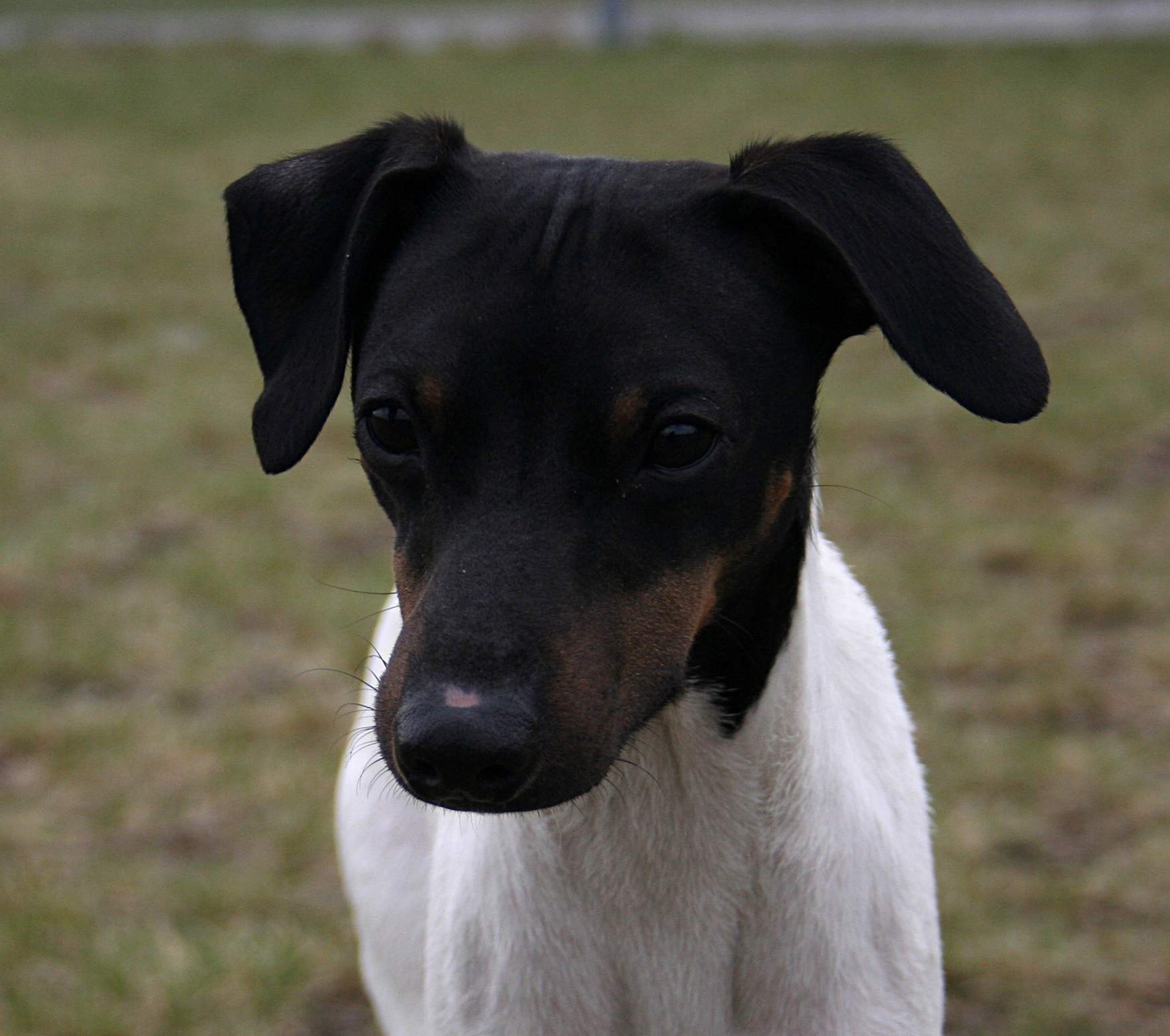
Nihon Teria

### Aspetto
Il Terrier giapponese è un cane equilibrato, il più delle volte ha testa nera con il corpo prevalentemente bianco o con piccole macchie nere. Si tratta da 8 a 13 pollici di altezza (fino alle spalle) e pesa da 5 a 9 chili, le orecchie sono alte e si piegano in avanti e il pelo è corto e liscio.

### Temperamento
La Fédération Cynologique Internationale (FCI) descrive la razza con un carattere vivace e allegro.

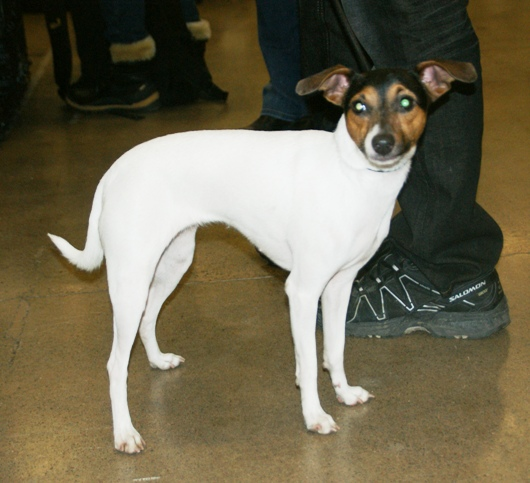
Una femmina di Nihon Teria